# Olof Jernberg
Olof August Andners Jernberg, född 23 maj 1855 i Düsseldorf, död där 22 juni 1935, var en tysk målare och grafiker.

## Biografi
Olof Jernberg var son till den svenske målaren August Jernberg och Margareta Bjurling samt från 1886 gift med Jeanne Marie Scheppers. Jernberg fick sin första och grundläggande konstutbildning i sin fars ateljé, där han redan som barn agerat modell. Efter avlagd realgymnasieexamen 1870 studerade han vidare för Andreas Müller och Heinrich Lauenstein vid Kunstakademie Düsseldorf 1872–1879. När akademin tvingades stänga efter en brand blev han privatelev till Eugène G. Dücker fram till 1879. När akademin väl återöppnade blev han elev till Karl Müller vid antikskolan.
Han reste till Paris 1880 där han kom att vistas fram till 1882. Under sin tid i Paris tog han djupt intryck av Camille Corots, Charles-François Daubignys och Hugo Salmsons målningar men även intryck av andra medlemmar i Barbizonskolan, särskilt Jean-François Millet och Théodore Rousseau, och kom att följa deras sätt att använda mer varma och mättade färger. Efter att han lämnade Paris 1882 bosatte han sig i Düsseldorf och reste ofta därifrån till bland annat kustregionerna i Nederländerna, Belgien och Tyskland för att måla landskapsskildringar.
Som utställare debuterade han i början av 1870-talet vid konstutställningar i Berlin och Stockholm. Vid Konstakademiens årsutställning 1873 var han representerad med målningarna Djurstycke och Landskap med kreatur, han återkom till akademins utställning 1875 med målningarna Holländskt strandlandskap och Vinterlandskap samt 1877 med Sommardag vid havskusten och Vattenfall.
Tillsammans med sin far vistades han i Skåne 1875 och där utförde han flera målningar från Arildsläge och Kullen med omgivningar, och vid ett senare tillfälle vistades de i Stockholm och målade då motiv från Stockholm och Uppland bland annat målade han då en utsikt över Älvkarleby vattenfall. Vid Konstakademins utställning 1876 uppmärksammades hans konst av August Strindberg som i Dagens Nyheter skrev,
| ”                                    | De är hållna i en mycket ljus grön färg, som Jernberg tycks älska, men som icke är utan sina vådor, ty den lägger sig stundom väl töcknigt över alla föremålen och berövar dem en egen lokalfärg. | „ |
| – 15 december 1876 August Strindberg | |   |

Under 1880-talet vistades han längre perioder i Rehnlandet, Sverige, Nederländerna och Belgien där han målade ett flertal genrebilder, bland dessa märks målningen Spetsknypplerskor från Brügge. Utöver målningar utförde han under 1880- och 1890-talet ett flertal etsningar, huvudsakligen med sina egna målningar som förlagor. Vid konstbråket som uppstod i början av 1880-talet anslöt han sig till Opponenterna och kom därmed att bli medlem i Konstnärsförbundet.Under åren 1890–1901 var han bosatt på den egna lantgården Angermund utanför Düsseldorf där han utförde många av sina stämningslandskap. Han var anställd som professor i landskapsmålning vid Kunstakademie Königsberg i Königsberg 1901–1918 men på grund av första världskriget flyttade han till Berlin där han var professor i landskapsmålning vid Preußische Akademie der Künste 1918–1921. Han besökte ofta Sverige men lät sig slutligen övertalas att nationalisera sig som tysk medborgare.
Jernberg var en flitig utställare och han medverkade i Parissalongen från 1880-talets början, och nästan årligen i samlingsutställningar i Berlin, Düsseldorf, München och Königsberg. Han vann utställningsmedaljer i London, Berlin och München. I Sverige medverkade han förutom i akademiutställningarna i Uddevallautställningen 1874, Sundsvall 1882, Konstnärsförbundets utställning i Stockholm 1886, Göteborg 1891 och 1911. Han var representerad Nationalmuseums utställning Opponenterna av 1885 som visades 1945.
Jernberg tillhörde i 1800-talet slut och 1900-talets början de stora landskapsmålarna, från Constable och Fontainebleauskolan hade han lärt sig återgivandet av luft och ljus över vatten och land, han skildrade naturstämningarna under alla årstider och var betydande som en av de sista månskensmålarna.
Jernberg målningar finns på Nationalmuseum och Kungliga biblioteket i Stockholm, Malmö konstmuseum, Schwarz gallery i Philadelphia, Neue Pinakothek i München och ett flertal museer i Frankrike och Tyskland.

## Bilder

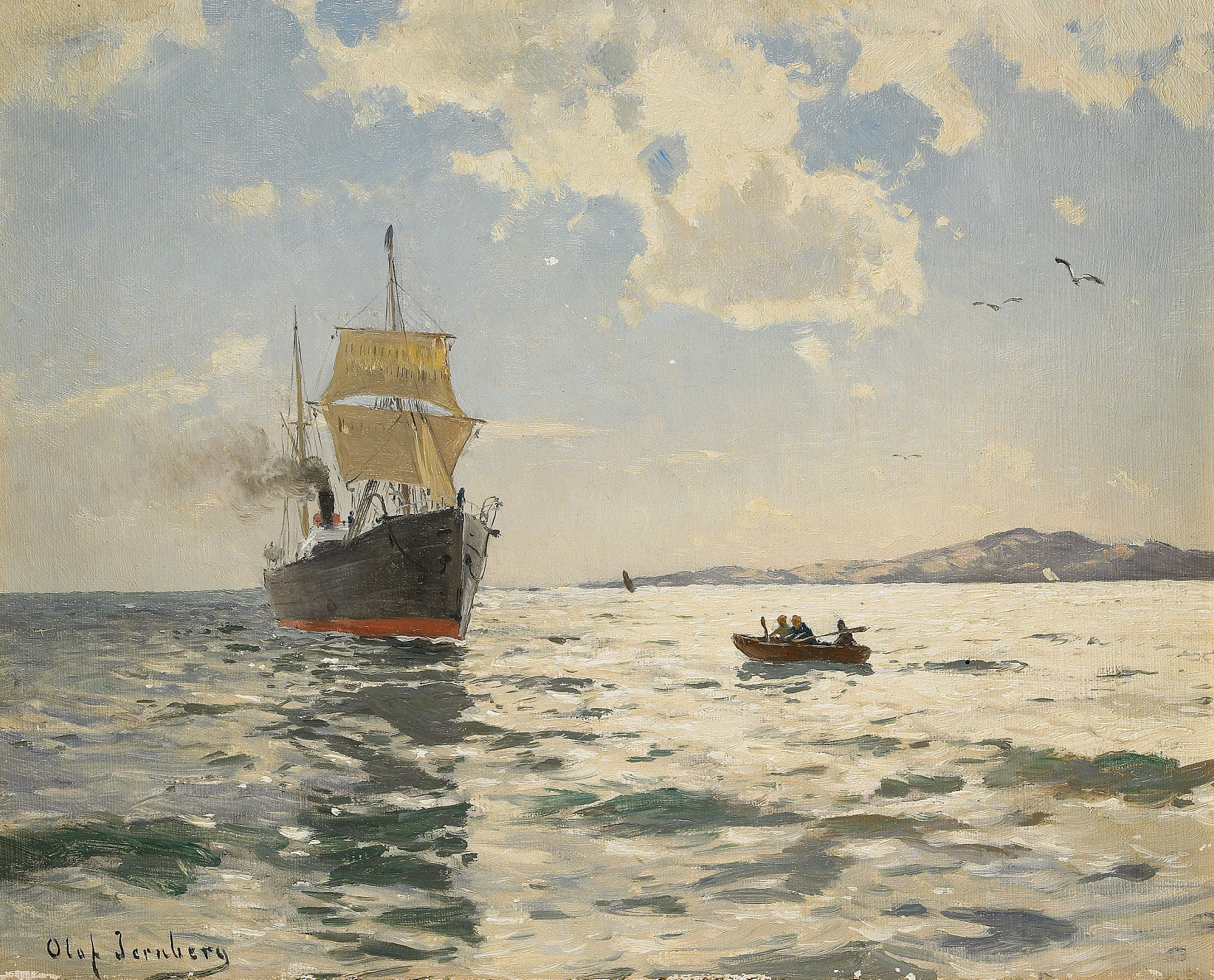
Marin med ångfartyg